# VHSIC
Very High Speed Integrated Circuit (de l'anglès, Circuit Integrat de Molt Alta Velocitat) és, com el seu nom indica, un circuit integrat de molt alta velocitat, un tipus de circuit de lògica digital.
La seva abreviatura va ser encunyada pel Departament de Defensa dels Estats Units en els anys 1980, en un projecte que aquesta va conduir al desenvolupament del llenguatge de VHDL. Els termes Circuit integrat a molt gran escala (VLSI) i  Application-Specific Integrated Circuit (ASIC) s'utilitzen més comunament.